# Amna Al Haddad
Amna Salman Yousuf Hassan Al Haddad (in arabo أمينة سلمان يوسف حسن الحداد‎?; Dubai, 21 ottobre 1989) è una sollevatrice e giornalista emiratina.

## Carriera nel giornalismo
Amna Al Haddad è nata e cresciuta a Dubai, dove ha trascorso un'adolescenza segnata da depressione e cattive abitudini, arrivando anche a dover assumere antidepressivi. Nel 2009, all'età di 19 anni, ha preso la decisione di rendere il proprio stile di vita più salutare imponendosi di fare ogni giorno una camminata nel famoso parco Safa di Dubai. Questa semplice abitudine si è poi evoluta, trasformandosi in un allenamento serio e mirato che l’ha portata ad eccellere dapprima nel CrossFit e in seguito nel sollevamento pesi.
Ha conseguito una laurea in comunicazione e giornalismo presso l'Università Americana di Sharja nel 2010 e l'anno successivo è stata assunta come giornalista presso il quotidiano in lingua inglese "The National" ad Abu Dhabi. A quel tempo Amna era l'unica donna araba ad essere stata assunta a tempo pieno dalla redazione. Grazie a questa esperienza lavorativa ha avuto occasione di svolgere molti servizi speciali, in particolare riguardo ad argomenti tabù legati alla religione musulmana, ed ha inoltre ottenuto la prima intervista esclusiva con Ahmed Al-Maktoum, l'unico tiratore emiratino ad aver vinto una medaglia d'oro olimpica.
Nel 2011 Amna Al Haddad ha aperto un blog personale, dal nome "999 Fitness", in seguito chiuso, in cui condivideva in forma anonima le proprie esperienze e la crescente passione per il fitness. Ad aprile dello stesso anno è stata invitata a tenere una delle conferenze per TedxAjman, un evento organizzato da TED, in cui ha avuto per la prima volta occasione di raccontare la propria storia di fronte a un migliaio di persone.
Dopo aver lavorato per un anno presso la redazione di "The National", Amna Al Haddad si è dimessa per potersi dedicare completamente alla carriera sportiva. Nel 2011, soltanto pochi mesi dopo aver partecipato ad alcune competizioni locali, ha preso la decisione definitiva di allenarsi con l’obiettivo di competere ai Reebok CrossFit Open Games che si sarebbero tenuti l'anno successivo a Seul. Questa scelta per Amna non è stata facile poiché, essendo nata in un paese in cui questo tipo di sport è considerato prettamente maschile, non poteva essere certa neanche del sostegno della sua famiglia e dei suoi amici. In seguito è stata lei stessa a dire che le reazioni non sono state del tutto negative.

## Carriera sportiva
La carriera sportiva ad alto livello di Amna Al Haddad ha avuto inizio con la partecipazione ai CrossFit Open Games. In tale competizione è riuscita a completare con successo le cinque settimane di qualificazione, classificandosi settantasettesima a livello individuale su centosettanta atlete asiatiche e terza con il suo team, che quindi è riuscito a qualificarsi per la fase regionale. In questa occasione è stata intervistata dal "New York Times"  essendo stata la prima donna araba ad aver gareggiato con il velo islamico.
Nel 2013 ha deciso di passare dal CrossFit al sollevamento pesi. Tale cambiamento è stato principalmente dovuto al fatto che il sollevamento pesi è riconosciuto come sport olimpico e Amna Al Haddad sperava di poter rappresentare la propria nazione alle Olimpiadi di Rio de Janeiro nel 2016. Per raggiungere questo obiettivo ha preso parte a diverse competizioni sia nazionali che internazionali, ma si è ben presto resa conto che per avere accesso ad allenamenti di massima qualità avrebbe dovuto lasciare Dubai. Infatti gli Emirati Arabi Uniti avevano tolto il divieto dell’uso del velo islamico nelle competizioni di sollevamento soltanto nel 2011, dando effettivamente la possibilità alle atlete musulmane di parteciparvi. L’importanza data agli allenamenti femminili di questo sport però era ancora troppo scarsa, e Amna ha quindi deciso di trasferirsi per qualche tempo ad Akron, in Ohio.
Nel 2015, essendo stata selezionata come una dei sette membri della squadra nazionale femminile di sollevamento pesi degli Emirati Arabi Uniti, ha fatto ritorno a Dubai. Con la sua squadra ha ottenuto 6 medaglie d'oro e 3 d'argento nei campionati arabi e asiatici di sollevamento pesi femminile. Grazie al suo risultato la squadra è riuscita a qualificarsi alle Olimpiadi di Rio de Janeiro. Un grave infortunio alla schiena le ha però impedito di continuare la carriera di sollevatrice professionista.

## Competizioni
- CrossFit Open Games (2011)
- 9º posto all'Arnold Sports Festival, Columbus, Ohio (4 marzo 2013).
- 1º posto alla competizione in onore di Pyrros Dīmas, Dubai (22 agosto 2013)
- 5º posto al decimo Grand Prix internazionale di sollevamento, Austria (maggio 2013)
- 2º posto alla quarta competizione internazionale di sollevamento femminile, Belgio (6 giugno 2013)
- 33º posto all'Arnold Sports Festival, Columbus, Ohio (28 febbraio 2014)
- 13º posto all'undicesimo Grand Prix internazionale di sollevamento, Germania (29 maggio 2014)
- 16º posto all'Arnold Sports Festival, Columbus, Ohio (5 marzo 2015)
- Campionati internazionali organizzati dalla Federazione Araba di Sollevamento, Giordania (2015)
- Campionato di sollevamento dei paesi dell'Asia occidentale, Giordania (2015)
- Campionato Asiatico di sollevamento per squadre, Giordania (2015)
- 12º posto al campionato Asiatico di sollevamento individuale, Uzbekistan (23 aprile 2016)

## Carriera da oratrice motivazionale
Nel 2016 Amna Al Haddad ha deciso di porre fine alla carriera di sollevatrice e di sfruttare la sua esperienza come donna e sportiva di origine musulmana per promuovere lo sport femminile nel suo paese. Con l'obiettivo di dimostrare che è possibile riuscire a fare carriera nello sport senza rinunciare al proprio credo e alla propria femminilità, Amna tiene ogni anno consultazioni, discorsi pubblici e laboratori. In veste di prima donna araba e cittadina del Consiglio di cooperazione del Golfo a gareggiare a livello internazionale indossando il velo islamico, ha avuto da subito un forte successo mediatico.
Nel 2014 è stata riconosciuta come una delle otto “incredible women” del XXI secolo nella campagna "No Ceilings" promossa da Cosmopolitan USA insieme alla Fondazione Clinton.
Nello stesso anno è stata il volto della campagna pubblicitaria Tough as Leather per l'azienda Ray-Ban.
A partire dal 2015 ha portato avanti una stretta collaborazione con Nike ed è stata la prima sportiva araba scelta come volto dall'azienda. Grazie a Nike ha avuto la possibilità di segnare l'avvio di una Nike Run di 10 km che coinvolgeva più di 10000 persone ed ha potuto visitare il quartier generale dell'azienda negli Stati Uniti. Per il lancio dell'applicazione Nike Training Club in versione araba è stato girato un video su di lei in cui ha raccontato che durante il suo percorso verso le Olimpiadi ha subito forti critiche perché considerata troppo vecchia per competere ai massimi livelli, ma uno dei suoi obiettivi è anche quello di dimostrare che non è mai troppo tardi per inseguire i propri sogni.
Amna Al Haddad ha dato inoltre un contributo a una consultazione riguardo ai bisogni in tema di abbigliamento delle atlete musulmane. Tale consultazione ha favorito la creazione della linea Nike Pro Hijab nel 2017 e ha valso ad Amna un'intervista da parte della BBC, in cui ha avuto occasione di ribadire il proprio impegno per la riduzione delle barriere tra sport e religione al fine di includere un numero sempre maggiore di donne musulmane nello sport a livello professionistico.
Amna è stata anche la prima donna araba protagonista di uno dei documentari della serie Inner Strenght di Nike. Nel video a lei dedicato ha raccontato che la chiave del suo successo è stata avere la forza di non farsi influenzare dall'opinione altrui, ricordando che quando ha iniziato ad andare in palestra indossando il velo islamico tutti la guardavano con disapprovazione.
Nel 2016 ha ricevuto una borsa di studio per il giornalismo sulla salute mentale da parte del Centro Rosalynn Carter in collaborazione con la Fondazione Al Jalila come premio per il suo impegno in materia.
Nello stesso anno ha ricevuto l'Arab Woman Award per lo Sport e in seguito, in occasione della festa della donna del 2018, è apparsa su uno dei pilastri al centro del Dubai Mall, decorato con i volti di tutte le donne vincitrici del premio. Ha inoltre vinto il Top Emirati Sportswoman Award.
La sua fama si è diffusa in Europa anche grazie al libro Storie della buonanotte per bambine ribelli (vol. 1) di Elena Favilli e Francesca Cavallo, edito nel 2017, in cui è stata brevemente raccontata la sua storia.
Il 16 maggio 2017 Amna è stata invitata a prendere parte attivamente al quinto e ultimo incontro di "Women at the Table: Annual Sheikha Fatima lectureship", promosso dall’Istituto Americano per la Pace in collaborazione con l'ambasciata degli Emirati Arabi Uniti a Washington e volto ad aumentare la partecipazione delle donne nelle decisioni riguardo a temi come la pace e la sicurezza internazionali.
Amna Al Haddad prosegue la propria attività con seminari e conferenze e nel 2020 ha raccontato la propria storia in un capitolo del libro The Possibilities Project: a young person’s guide to career success, che si propone di essere una guida per i giovani arabi, in modo da aiutarli a conoscersi meglio e a realizzare i propri sogni seguendo esempi di vita.